# Neunkirchen (Westerwaldkreis)
Neunkirchen é um município da Alemanha localizado no distrito de Westerwaldkreis, estado da Renânia-Palatinado.
Pertence ao Verbandsgemeinde de Rennerod.